# Martin-Joseph Mengal
Pour les articles homonymes, voir Mengal.
Martin-Joseph Mengal, né le 27 janvier 1784 à Gand et mort dans la même ville le 4 juillet 1851, est un compositeur d'opéra et de musique de chambre très prisé à son époque, protégé de Talleyrand. Il a pu mettre en scène plusieurs de ses opéras, à l'Opéra-comique de Paris, notamment. De retour dans sa ville natale, il est directeur fondateur du Conservatoire royal de musique de Gand de 1835 à sa mort.

## Biographie
Martin-Joseph Mengal naît le 27 janvier 1784 à Gand.
Il commence sa formation musicale avec son père, avant de s'installer en France. Membre de la musique de la Garde impériale, il participe aux campagnes d'Autriche et de Prusse. Il entre au Conservatoire de Paris, où il étudie le cor dans la classe de Duvernoy, et obtient au sein de l'établissement un 1er prix de cor en 1809.
Comme interprète, il est premier cor au théâtre de l'Odéon avant d'occuper le même poste au théâtre Feydeau à compter de 1812.
En parallèle, il étudie l'harmonie avec Catel et la composition avec Reicha.
En 1825, Mengal retourne à Gand comme directeur de théâtre, puis devient directeur du Conservatoire de la ville à partir de 1835, date de fondation de l'institution.
Comme compositeur, il est l'auteur de trois ouvrages lyriques, de nombreuses œuvres de musique de chambre, avec ou sans cor, et de plusieurs romances.
Martin-Joseph Mengal est aussi connu sous le nom de « Mengal aîné », pour le distinguer de son jeune frère Jean-Baptiste Mengal, également corniste et compositeur.